# Non abbiamo armi - Il concerto
| Recensione | Giudizio |
| ---------- | -------- |
| Rockol     | 7/10     |

Non abbiamo armi - Il concerto è il primo album dal vivo del cantautore albanese Ermal Meta, pubblicato il 25 gennaio 2019 dalla Sony Music e dalla Mescal.

## Descrizione
Contiene l'intero concerto tenuto dal cantante presso il Mediolanum Forum di Assago, durante il quale sono stati presentati per la prima volta dal vivo i brani del terzo album Non abbiamo armi. Nel corso del concerto sono stati suonati anche alcuni dei brani legati agli altri album da solista di Meta e quattro brani con La Fame di Camilla, segnando così una temporanea reunion del quartetto a cinque anni dallo scioglimento.
Ad accompagnare il concerto sono anche due brani inediti registrati in studio, entrambi estratti come singoli: Un'altra volta da rischiare con il rapper J-Ax e Ercole.

## Tracce

### Edizione digitale
Testi e musiche di Ermal Meta, eccetto dove indicato.
1. Un'altra volta da rischiare (feat. J-Ax) (inedito) – 3:28 (Ermal Meta, Alessandro Aleotti, Roberto Cardelli)
2. Ercole (inedito) – 3:23 (Ermal Meta, Valerio Buchicchio, Gianni Pollex, Leonardo Lamacchia, Stefano Milella)
3. Non abbiamo armi – 4:05 (Ermal Meta, Angelica Schiatti, Stefano Verderi)
4. Gravita con me – 4:14
5. Ragazza paradiso – 3:39
6. Le luci di Roma – 3:38 (Ermal Meta, Gianni Pollex, Roberto William Guglielmi)
7. Caro Antonello – 5:09
8. Che fantastica storia è la vita (feat. Antonello Venditti) – 6:32 (Antonello Venditti)
9. Il vento della vita – 3:22 (Gianni Pollex, Ermal Meta, Francesco Cianciola)
10. Amore alcolico – 4:02
11. 9 primavere – 3:59
12. Voodoo Love (feat. Jarabe de Palo) – 4:01
13. Volevo dirti – 6:10
14. Molto bene, molto male – 4:21 (Ermal Meta, Emiliano Bassi)
15. Vietato morire – 4:31
16. La Fame di Camilla – Storia di una favola – 3:47
17. La Fame di Camilla – Niente che ti assomigli – 6:21
18. La Fame di Camilla – Come il sole a mezzanotte – 4:23
19. La Fame di Camilla – Piccole cose – 4:33
20. Non mi avete fatto niente (feat. Giuseppe Bortolotti) – 4:26 (Ermal Meta, Fabrizio Moro, Andrea Febo)
21. Non mi avete fatto niente (feat. Fabrizio Moro) – 3:44 (Ermal Meta, Fabrizio Moro, Andrea Febo)
22. Quello che ci resta – 3:34
23. Dall'alba al tramonto – 3:28 (Ermal Meta, Dario Faini, Vanni Casagrande)
24. Io mi innamoro ancora – 4:00 (Matteo Buzzanca, Emiliano Calabrò, Ermal Meta)
25. Piccola anima (feat. Elisa) – 3:47
26. Mi salvi chi può – 5:41 (Ermal Meta, Roberto Cardelli)
27. New York – 4:04 (Ermal Meta, Marco Montanari)
28. Odio le favole – 3:32
29. Straordinario – 5:30 (Ermal Meta, Gianni Pollex)
30. A parte te – 5:11 (Ermal Meta, Dario Faini)
31. Schegge – 4:33

### Edizione fisica
CD 1
1. Un'altra volta da rischiare (feat. J-Ax) (inedito) – 3:30
2. Ercole (inedito) – 3:24
3. Intro – 2:09
4. Non abbiamo armi – 4:05
5. Gravita con me – 4:15
6. Ragazza paradiso – 3:40
7. Le luci di Roma – 3:38
8. Caro Antonello – 5:10
9. Che fantastica storia è la vita (feat. Antonello Venditti) – 6:32
10. Il vento della vita – 3:23
11. Amore alcolico – 4:03
12. 9 primavere – 3:59
13. Voodoo Love (feat. Jarabe de Palo) – 4:02
14. Volevo dirti – 6:11
15. Molto bene, molto male – 4:21
16. Vietato morire – 4:31

CD 2
1. La Fame di Camilla – Storia di una favola – 3:47
2. La Fame di Camilla – Niente che ti assomigli – 6:21
3. La Fame di Camilla – Come il sole a mezzanotte – 4:24
4. La Fame di Camilla – Piccole cose – 4:34
5. Non mi avete fatto niente (feat. Giuseppe Bortolotti) – 4:27
6. Non mi avete fatto niente (feat. Fabrizio Moro) – 3:44
7. Quello che ci resta – 3:35
8. Dall'alba al tramonto – 3:29
9. Io mi innamoro ancora – 4:00
10. Piccola anima (feat. Elisa) – 3:48
11. Mi salvi chi può – 5:41
12. New York – 4:05
13. Odio le favole – 3:32
14. Straordinario – 5:30
15. A parte te – 5:12
16. Schegge – 4:34

DVD 1 – Parte 1
1. Intro – 4:02
2. Non abbiamo armi – 4:16
3. Gravita con me – 3:40
4. Ragazza paradiso – 3:40
5. Le luci di Roma – 4:08
6. Caro Antonello – 5:59
7. Che fantastica storia è la vita (feat. Antonello Venditti) – 7:01
8. Il vento della vita – 3:27
9. Amore alcolico – 4:20
10. 9 primavere – 4:06
11. Voodoo Love (feat. Jarabe de Palo) – 4:29
12. Volevo dirti – 6:05
13. Molto bene, molto male – 4:42
14. Vietato morire – 4:40

DVD 2 – Parte 2
1. La Fame di Camilla – Storia di una favola – 4:23
2. La Fame di Camilla – Niente che ti assomigli – 6:50
3. La Fame di Camilla – Come il sole a mezzanotte – 4:27
4. La Fame di Camilla – Piccole cose – 5:25
5. Non mi avete fatto niente (feat. Giuseppe Bortolotti) – 5:47
6. Non mi avete fatto niente (feat. Fabrizio Moro) – 3:57
7. Quello che ci resta – 3:43
8. Dall'alba al tramonto – 3:35
9. Io mi innamoro ancora – 3:44
10. Piccola anima (feat. Elisa) – 4:35
11. Mi salvi chi può – 6:20
12. New York – 4:04
13. Odio le favole – 3:32
14. Straordinario – 5:05
15. A parte te – 6:37
16. Schegge – 4:44
17. Titoli di coda – 3:07

CD 3 – Non abbiamo armi
1. Non mi avete fatto niente – 3:28
2. Dall'alba al tramonto – 3:24
3. 9 primavere – 3:45
4. Non abbiamo armi – 4:10
5. Io mi innamoro ancora – 3:28
6. Le luci di Roma – 3:42
7. Caro Antonello – 4:55
8. Il vento della vita – 3:20
9. Amore alcolico – 3:57
10. Quello che ci resta – 3:31
11. Molto bene, molto male – 3:01
12. Mi salvi chi può – 5:54

## Formazione

### Inediti
Musicisti
- Ermal Meta – voce, arrangiamento e sintetizzatore (traccia 2)
- Alessandro Aleotti – voce (traccia 1)
- Stefano Milella – arrangiamento, tastiera, sintetizzatore e programmazione, batteria e basso (traccia 1)
- Roberto Cardelli – arrangiamento e sintetizzatore, basso, tastiera, pianoforte e programmazione (traccia 1)
- Cristian Milani – batteria (traccia 1), programmazione (traccia 1), arrangiamento e sintetizzatore (traccia 2)
- Valeriano Chiaravalle – composizione e direzione strumenti ad arco (traccia 1)
- Emiliano Bassi – batteria (traccia 2)
- Silvia Ottanà – basso (traccia 2)
- Michele Quaini – chitarra (traccia 2)

Produzione
- Ermal Meta – produzione, registrazione (traccia 2)
- Cristian Milani – produzione, missaggio
- Antonio Baglio – mastering
- Roberto Cardelli – produzione (traccia 1)
- Simone Bertolotti – registrazione (traccia 2)

### Live
Musicisti
- Ermal Meta – voce, chitarra e pianoforte occasionali
- Emiliano Bassi – batteria
- Dino Rubini – basso
- Marco Montanari – chitarra
- Andrea Vigentini – chitarra, cori
- Roberto Pace – tastiera
- Luca Brizzi – sassofono

Produzione
- Cristian Milani – postproduzione, missaggio
- Stefano Salonia – assistenza audio, postproduzione
- Leonardo Ardillica – assistenza audio, postproduzione
- Paolo Piccardo – mastering 5.1 e Dolby
- Lorenzo Cazzaniga – mastering 5.1 e Dolby
- Antonio Baglio – mastering
- Lele Biscussi – regia video

## Classifiche
| Classifica (2019) | Posizione massima |
| ----------------- | ----------------- |
| Italia            | 3                 |